# Relacions entre Ruanda i Bangladesh
Les relacions entre Ruanda i Bangladesh (bengalí বাংলাদেশ–রুয়ান্ডা সম্পর্ক) es refereix a les relacions bilaterals històriques i actuals entre la República de Ruanda i Bangladesh. Ambdós països són membres de Moviment de Països No Alineats, Grup dels 77 i Commonwealth. Cap dels dos països té un ambaixador resident.

## Història
El 1994 Bangladesh va proporcionar aproximadament 900 tropes de manteniment de la pau, inclosos soldats i personal mèdic, a Ruanda per ajudar a mantenir la pau durant la Genocidi de Ruanda, un dels més de 40 països que en formà part.
Més recentment, el 2012 hi va haver una delegació enviada des de Bangladesh a Ruanda. Aleshores Ruanda buscava la inversió d'empresaris de Bangladesh.
Ruanda està situada en un lloc estratègic a l'Àfrica Central que asseguraria un accés més fàcil per a les empreses de Bangladesh a Àfrica central.
Les peces de vestir, ceràmica i productes farmacèutics confeccionats a Bangladesh han estat identificades com de gran demanda a Ruanda.
S'ha cercat replicar a Ruanda les experiències de Bangladesh a les àrees de l'agricultura mecanitzada, processament d'aliments, tèxtils, peces de vestir, ceràmica i indústries de construcció naval.